# Нантикок Ејкерс (Мериленд)
Нантикок Ејкерс (енгл. Nanticoke Acres) насељено је место без административног статуса у америчкој савезној држави Мериленд.

## Демографија
По попису из 2010. године број становника је 103.
| Група             | 2000.    | 2010.      |
| Белци             | 0 (0,0%) | 88 (85,4%) |
| Афроамериканци    | 0 (0,0%) | 11 (10,7%) |
| Азијати           | 0 (0,0%) | 0 (0,0%)   |
| Хиспаноамериканци | 0 (0,0%) | 1 (1,0%)   |
| Укупно            | 0        | 103        |